# Club Deportivo Colonia
El Club Deportivo Colonia es un club de fútbol uruguayo con sede en la ciudad de Juan Lacaze, departamento de Colonia. Fue fundado en 1999 y dejó de competir en 2006. En el año 2021 volvió a competir en el fútbol de AUF en la Primera División Amateur (tercera categoría), militó cuatro temporadas consecutivas en Primera División.
Se produjo su regreso al fútbol en 2021 en la Primera División Amateur, tercera categoría de la AUF.

## Historia
Fue fundado a fines de 1999 con el apoyo de la Federación Departamental de Fútbol de Colonia, organización que agrupa a 10 ligas de Colonia afiliadas a OFI, para competir en el profesionalismo representando al departamento.
Se integra a la Segunda División Profesional en el año 2000, logrando el ascenso dos años más tarde y debutando en Primera División en el 2003. Se mantendría en esa categoría hasta el año 2006.
En el torneo clausura de ese año le ganaría a los dos equipos grandes, 1-0 a Peñarol y 2-0 a Nacional.  
Finalmente en agosto de 2006, antes del comienzo del campeonato de la Segunda División, el club anunció su retiro de la actividad profesional por razones económicas.

## Trayectoria en AUF
Datos actualizados para la temporada 2025 inclusive
- Temporadas en Primera División: 4 (2003-2005/06)
- Temporadas en Segunda División: 3 (2000-2002)
- Temporadas en Tercera División: 5 (2021-presente)

| Temporada         | Categoría | Participantes | Posición | PJ | PG | PE | PP | GF | GC | Pts. | Notas |
| ----------------- | --------- | ------------- | -------- | -- | -- | -- | -- | -- | -- | ---- | --- |
| 2000              | II        | 14            | 14°      | 26 | 1  | 3  | 22 | 17 | 76 | 6    | Último puesto en Tabla General y Tabla del Descenso. No podía descender por ser su primer año como profesional |
| 2001              | II        | 11            | 10°      | 20 | 1  | 5  | 11 | 14 | 31 | 17   | |
| 2002              | II        | 15            | 3º       | 28 | 14 | 5  | 9  | 40 | 29 | 47   | Asciende como mejor equipo del interior                                                                        |
| 2003              | I         | 18            | 15º      | 34 | 8  | 8  | 18 | 37 | 59 | 32   | Debut en Primera División                                                                                      |
| 2004              | I         | 18            | 13º      | 31 | 7  | 16 | 8  | 38 | 44 | 37   | Disputó Reclasificatorio (permanencia)                                                                         |
| 2005              | I         | 18            | 18º      | 17 | 3  | 4  | 10 | 15 | 31 | 13   | Último puesto. Torneo especial sin descensos.                                                                  |
| 2005-06           | I         | 20            | 13º      | 33 | 9  | 10 | 14 | 35 | 39 | 37   | Desciende (tabla acumulada con año anterior)                                                                   |
| Sin Participación |           |               |          |    |    |    |    |    |    |      | |
| 2021              | III       | 21            | 16º      | 10 | 2  | 3  | 5  | 13 | 18 | 9    | 9° puesto dentro de serie de 11 equipos.                                                                       |
| 2022              | III       | 23            | 10º      | 19 | 6  | 5  | 8  | 22 | 20 | 24,7 | |
| 2023              | III       | 24            | 16º      | 10 | 3  | 2  | 5  | 6  | 10 | 11   | |
| 2024              | III       | 26            | 5º       | 15 | 7  | 5  | 3  | 20 | 8  | 26   | |
| 2025              | III       | 27            | -        | -  | -  | -  | -  | -  | -  | -    | En disputa |
|                   |           |               |          |    |    |    |    |    |    |      | |

## Uniforme
El uniforme titular de Deportivo Colonia proviene del tradicional uniforme de la selección de Colonia (Camiseta roja, pantalón y medias de azul).
- Uniforme titular: Camiseta roja, pantalón azul marino, medias rojas.
- Uniforme alternativo: Camiseta blanca, pantalón azul marino, medias azul marino.

## Estadio
Juega como local en el Estadio Miguel Campomar de Juan Lacaze, estadio perteneciente a la Liga de Fútbol de Juan Lacaze, afiliada a OFI.

## Palmarés

### Torneos nacionales
| Organizados por AUF                 | Organizados por AUF | Organizados por AUF |
| Competición nacional                | Títulos             | Subcampeonatos      |
| ----------------------------------- | ------------------- | ------------------- |
| Primera División Amateur de Uruguay |                     | Apertura 2024       |